# Sprint bei den Zentralamerika- und Karibikspielen
Seit 1938 (IV. Spiele in Panama-Stadt) wurden Wettbewerbe im Radsport im Rahmen der Zentralamerika- und Karibikspiele (Central American and Caribbean Games) veranstaltet. Der Sprint bei den Zentralamerika- und Karibikspielen gehörte zu den ersten Disziplinen, die dabei im Bahnradsport ausgetragen wurden.

## Palmarès
- 1938  Oscar Willis Layne
- 1946  Oscar Willis Layne
- 1950  Oscar Willis Layne
- 1954  Rodolfo Umaña
- 1959  Mario Vanegas
- 1962  Mario Vanegas
- 1966  Roger Gibbon
- 1970  Leslie King
- 1974  José Lezcay
- 1978  David Weller
- 1986  Gene Samuel
- 1990  Daniel Flores
- 1993  Gil Cordovés
- 1998  Barry Forde
- 2002  Jonathan Marín
- 2006  Jonathan Marín
- 2010  Njisane Phillip
- 2014  Fabián Puerta
- 2018  Nicholas Paul
- 2023  Nicholas Paul